# Jakub Galor
Jakub Galor (ur. 23 lipca 1986 w Elblągu) – polski lekkoatleta, sprinter specjalizujący się w na dystansie 400 metrów, zawodnik klubu MKS Truso Elbląg (2002-2005) oraz AZS UWM Olsztyn (2005-2006), trzykrotny brązowy medalista Mistrzostw Polski w konkurencji 4 × 400 metrów. Absolwent IV Liceum Ogólnokształcącego w Elblągu oraz Uniwersytetu Warmińsko-Mazurskiego w Olsztynie. Podopieczny trenera Czesława Nagy oraz trenera Zbigniewa Ludwichowskiego. W sezonie 2004 roku podczas 80 Mistrzostw Polski Seniorów w Bydgoszczy, biegnąc na ostatniej zmianie w sztafecie 4 × 400 metrów (Sztafeta w składzie: Dariusz Kruk, Adrian Otoliński, Maciej Żukowski, Jakub Galor) wywalczył brązowy medal. Był to jeden z największych sukcesów w historii klubu MKS Truso Elbląg, a także od kilkudziesięciu lat największy sukces elbląskiej lekkoatletyki. Na uwagę zasługuję fakt, że Maciej Żukowski oraz Jakub Galor mieli wówczas niespełna 18 lat (kategoria junior)

## Osiągnięcia sportowe
| Rok  | Impreza                                     | Miejsce   | Konkurencja             | Pozycja    | Wynik   |
| ---- | ------------------------------------------- | --------- | ----------------------- | ---------- | ------- |
| 2003 | Mistrzostwa Polski Juniorów Młodszych (OOM) | Gdańsk    | sztafeta 4 × 400 metrów | 3. miejsce | 3:23.56 |
| 2004 | Mistrzostwa Polski Seniorów                 | Bydgoszcz | sztafeta 4 × 400 metrów | 3. miejsce | 3:14.83 |
| 2005 | Mistrzostwa Polski Juniorów                 | Bydgoszcz | sztafeta 4 × 400 metrów | 3. miejsce | 3:17.25 |

## Rekordy życiowe
- Bieg na 100 m – 11,36 s[5]
- Bieg na 200 m – 22,93 s[5]
- Bieg na 400 m – 49,82 s[5]
- Sztafeta 4x400 m – 3:14,83